# Temporada de huracanes del Pacífico de 2004
La temporada de huracanes del Pacífico de 2004 fue la primera temporada que no tuvo cifras de daños y muertes a lo largo de 2004. La temporada calificó por debajo en el promedio, al menos tres tormentas se intensificaron como huracanes mayores en la escala de huracanes de Saffir-Simpson, esto debido a una potente influencia del Modoki El Niño (en japonés se define como; similar pero algo diferente), un tipo extraño del fenómeno en el que se producen condiciones desfavorables sobre el Océano Pacífico Oriental en lugar de la cuenca del Océano Atlántico, también debido a las temperaturas más cálidas de la superficie del mar más al oeste a lo largo del Pacífico ecuatorial. Contrariamente, la temporada de huracanes del Atlántico de 2004 fue una de las más con hiperactividad desde 1995. La temporada fue notable en que ningún ciclón tropical con al menos intensidad de tormenta tropical se movió a tocar tierra, algo inusual. 
La temporada inició oficialmente inició el 15 de mayo en el Pacífico oriental e inició 1 de junio en el Pacífico central, ambos finalizaron el 30 de noviembre de 2004 en ambas zonas. Estas fechas convencionalmente delimitan durante el período de cada año cuando la mayor parte de ciclones tropicales se forman en el océano Pacífico. Sin embargo, la formación de ciclones tropicales es posible en cualquier momento del año. La actividad a lo largo del año cayó ligeramente por debajo del promedio a largo plazo, con 12 tormentas nombradas, 6 huracanes y 3 huracanes mayores. La temporada se reflejó en un índice de Energía Ciclónica Acumulada (ACE) de 71 unidades.
El impacto a lo largo de la temporada fue mínimo y no se reportaron ningún cifras de muertes. A principios del mes de agosto, los remanentes del huracán Darby ayudaron a la lluvia localizada en Hawái, causando inundaciones menores en las calles y arroyos; El café y los árboles de macadamia también fueron dañados. A principios de septiembre, el huracán Howard provocó importantes inundaciones en la península de Baja California que dañaron las tierras agrícolas y 393 viviendas. Grandes oleajes también resultaron en aproximadamente 1,000 rescates de salvavidas en California. A mediados del mismo mes, Javier provocó la desaparición de tres pescadores y ayudó a una sequía de varios años en el suroeste de los Estados Unidos. Produjo precipitaciones récord en el estado de Wyoming. Entre mediados y finales de octubre, la tormenta tropical Lester y la depresión tropical Deciseis-E causaron inundaciones localizadas; este último puede haber producido un tornado cerca de Culiacán, México.

## Pronósticos
La Administración Nacional Oceánica y Atmosférica (NOAA) publicó sus pronósticos para las temporadas de huracanes en el Atlántico y en el Pacífico del año 2004. Se esperaba que la temporada del Pacífico estuviera obstaculizada por el ciclo de décadas de duración que comenzó en 1966, que generalmente aumentó la cizalladura del viento a través de la cuenca. El área de responsabilidad del Centro de Huracanes del Pacífico Central también se espera que sea inferior a la media, con sólo dos o tres ciclones tropicales que se espera formar o cruzar en la zona. El 15 de mayo, la temporada de huracanes comenzó en la cuenca del Pacífico Oriental, que es el área del norte del Océano Pacífico al este de 140°W. El 1 de junio, la temporada comenzó en la zona de alerta del Pacífico Central (entre 140°W y la línea internacional de fecha); sin embargo, no ocurrieron tormentas en la región hasta en el mes de julio.
El 24 de enero de 2004, el Servicio Meteorológico Nacional (SMN) publicó su primera predicción sobre la actividad de los ciclones tropicales en todo el Pacífico nororiental. Sobre la base de una fase neutra de El Niño-Oscilación del Sur (ENOS), se pronosticó un total de 15 tormentas nombradas, 6 huracanes y 3 huracanes mayores. Estos valores se modificaron levemente en mayo a 14 tormentas nombradas, 7 huracanes y 2 huracanes mayores, y nuevamente el 7 de agosto, a 13 tormentas nombradas, 6 huracanes y 3 huracanes mayores.
El 17 de mayo, la Administración Nacional Oceánica y Atmosférica emitió su pronóstico estacional para la temporada 2004 del Pacífico central, pronosticando que se formarán o cruzarán en la cuenca cuatro o cinco ciclones tropicales. De manera similar al Servicio Meteorológico Nacional, se esperaba una actividad cercana al promedio en gran parte como resultado de un ENSO Neutral. La organización emitió su perspectiva experimental del Pacífico oriental el 21 de mayo, destacando un cambio del 45 por ciento de actividad por debajo del promedio, 45 por ciento de probabilidad de actividad cercana al promedio y solo un 10 por ciento de probabilidad de actividad por encima del promedio en la cuenca. Se pronosticaron un total de 13 a 15 tormentas nombradas, 6 a 8 huracanes y 2 a 4 huracanes mayores.

## Ciclones tropicales

### Tormenta tropical Agatha
Un canal casi estacionario se extendía desde el Pacífico oriental hasta el Mar del Caribe oriental a mediados de mayo. Una onda tropical mal definida cruzó Centroamérica el 17 de mayo e interactuó con el canal, lo que finalmente llevó a la formación de una depresión tropical a las 00:00 UTC del 22 de mayo. El ciclón recién formado se movió al noroeste paralelo a la costa de México, mientras que de manera constante organizándose en un régimen de cizalladura del viento bajo, intensificándose en la tormenta tropical Agatha a las 12:00 UTC de ese día y alcanzando vientos máximos de 60 mph (95 km/h) doce horas después. las temperaturas del océano cada vez más frías y una masa de aire más seco causados por Agatha. Mientras que Agatha se debilite rápidamente a partir de entonces y se degeneró en una baja remanente de las 12:00 GMT el 24 de mayo, el ciclón post-tropical de la deriva sin rumbo antes de disiparse bien al sur de la península de Baja California el 26 de mayo.

## Nombres de los ciclones tropicales
| Océano Pacífico nororiental y central                                  | Océano Pacífico nororiental y central                                                                           | Océano Pacífico nororiental y central |
| ---------------------------------------------------------------------- | --- | --- |
| - Agatha - Blas - Celia - Darby - Estelle - Frank - Georgette - Howard | - Isis - Javier - Kay - Lester - Madeline (sin usar) - Newton (sin usar) - Orlene (sin usar) - Paine (sin usar) | - Roslyn (sin usar) - Seymour (sin usar) - Tina (sin usar) - Virgil (sin usar) - Winifred (sin usar) - Xavier (sin usar) - Yolanda (sin usar) - Zeke (sin usar) |
| Océano Pacífico central                                                | | |
| - Ioke (sin usar) - Kika (sin usar)                                    | - Lana (sin usar) - Maka (sin usar)                                                                             | - Neki (sin usar) - Omeka (sin usar) |

Los ciclones tropicales son fenómenos que pueden durar desde unas cuantas horas hasta un par de semanas o más. Por ello, puede haber más de un ciclón tropical al mismo tiempo y en una misma región. Los pronosticadores meteorológicos asignan a cada ciclón tropical un nombre de una lista predeterminada, para identificarlo más fácilmente sin confundirlo con otros. La Organización Meteorológica Mundial (OMM) ha designado centros meteorológicos regionales especializados a efectos de monitorear y nombrar los ciclones.
Para las tormentas que se forman en el área de responsabilidad del Centro de Huracanes del Pacífico Central, que abarca el área entre 140 grados al oeste y la Línea internacional de cambio de fecha, todos los nombres se utilizan en una serie de cuatro listas rotatorias. Los siguientes cuatro nombres que se programarán para su uso en la temporada de 2004 se muestran a continuación de esta lista.
Los siguientes nombres serán usados para los ciclones tropicales que se formen en el océano Pacífico este y central en 2004. Los nombres no usados están marcados con gris, y los nombres en negrita son de las tormentas formadas. Los nombres retirados, en caso, serán anunciados por la Organización Meteorológica Mundial en la primavera de 2005. Los nombres que no fueron retirados serán usados de nuevo en la temporada del 2010. Esta es la misma lista utilizada en la temporada del 1998. 

### Nombre retirado
- En abril de 2015, la Organización Meteorológica Mundial retiró un nombre de esta lista "Isis" por considerarlo inadecuado para nombrar a un huracán, por lo que a partir de la temporada de 2016 fue sustituido por "Ivette".